# 霍斯氏脂䲁
霍斯氏脂䲁（學名：Starksia hoesei），為輻鰭魚綱䲁形目脂䲁科斯氏脂䲁屬的一個種，種名是為了紀念雪梨澳洲博物館的魚類學家道格拉斯‧霍斯 (Douglass F. Hoese)，分布於中太平洋東部的墨西哥海域，深度24至32公尺，本魚體長，扁平，頭鈍，頸須扁平，寬為長的1/3；鼻鬚長（雌魚為眼徑的1/2，雄魚為眼徑的2倍）；眼鬚細長，長為眼徑的1/3，背鰭硬棘與鰭條之間有缺刻，雄魚第一臀鰭棘長與鰭的其餘部分分離，變為性器官，側線鱗片41-43枚，頰部及鰓蓋骨有深色斑點，唇有4對深色橫帶，體有9條橫帶，上部粗於下部，背鰭硬棘20-22枚、背鰭軟條9-10枚、臀鰭硬棘2枚、臀鰭軟條20-21枚，體長可達3.9公分，棲息在岩石或礫石區，生活習性不明。